# H dagurinn
H dagurinn (dall'islandese: Giorno H), avvenuto il 26 maggio 1968, fu il giorno in cui l'Islanda cambiò da sinistra a destra la mano da tenere nella circolazione stradale.
Il cambiamento venne attuato alle 6.00 del mattino.
L'Alþingi già nel 1964 aveva incoraggiato il governo a cambiare la guida al più presto possibile.
Alla Commissione del traffico (in islandese: Umferðarnefnd) fu affidata la guida ed il controllo del cambiamento.
I costi di tale cambio si stimarono di 33 milioni di corone per la conversione degli autobus e di 12 milioni di corone per la conversione delle infrastrutture del paese.
Durante la notte del 25 maggio 1968, circa 1 662 segnali stradali furono cambiati. L'unico incidente registrato fu la frattura della gamba di un bambino in bicicletta.